# Георг I (герцог Померанії)
Георг (Єжи) I Померанський (нім. Georg I. von Pommern; пол. Jerzy I Pomorski; 11 квітня 1493, Дарлово — 10 травня 1531, Щецин) — герцог (князь) Померанії, Щецина і Вольгасту (1523—1531).

## Життєпис
Представник династії Грифичів. Старший син герцога Померанського Богуслава X Великого і польської принцеси Ганни Ягелонки.
З 1508 р. Георг жив при дворі свого дядька, герцога Георга Саксонського, у м. Дрездені. Там же він навчався, потім продовжив освіту в Гейдельберзькому університеті. З 1518 р. Георг допомагав своєму батькові Богуславу X в управлінні герцогством.
У 1523 р. після смерті Богуслава X брати Георг I і Барнім IX Благочестивий стали спільно управляти Померанським герцогством.

## Претензії Бранденбурга на Західну Померанію
У 1521 р. герцог Георг I Померанський брав активну участь у Вормському з'їзді. Він відвідав Краків, де просив у свого дядька Сигізмунда Старого про допомогу й опіку над герцогством у суперечці з Бранденбургом. У 1527 р. герцог Померанії знову брав участь в імперському з'їзді в Шпаєрі. Незважаючи на кілька зроблених спроб, претензії курфюрста Бранденбургу на Померанію були улагоджені. Переговори на з'їзді в Ютербогу також завершилися безуспішно. 25 серпня 1529 р. в Гржимі (Бранденбурзька марка) курфюрст Йоахім I Нестор відмовився від своїх претензій на Західну Померанію і визнав її леном імператора Священної Римської імперії, але отримав право успадкування після припинення лінії династії Грифичів.

## Польський васалітет над Лемборком і Битувом
У 1526 р. Георг I Померанський зі своєю свитою прибув до Гданська, де тоді перебував його дядько, польський король Сигізмунд Казимирович Старий. Сторони планували обговорити питання про невиплату посагу Ганни Польської (бл. 30 тисяч польських грошів) і васальну залежність прикордонних замків Лемборк і Битув. Герцоги Георг I і Барнім IX визнали офіційну залежність від Польщі. Було укладено польсько-померанське перемир'я, в яке було включено і Мекленбург, про продовження ленної залежності Лемборсько-Битувської землі від Польщі. Брати Георг і Барнім погодилися на зменшення материнського посагу до 12 тисяч польських грошів.

## Реформація в Щецині
Герцог Георг I Померанський вперше зустрів Мартіна Лютера в 1521 р. на сеймі у Вормсі, куди реформатор був викликаний самим німецьким імператором. Незважаючи на засудження й визнання Мартіна Лютера єретиком, Георг Померанський потрапив під сильний вплив реформації. У 1523 р. Мартін Лютер відправив у Щецин богослова Паула фон Роде. Справа в тому, що міська рада Щецина відправила лист засновнику лютеранства Мартіну Лютеру про податкові пільги католицького духовенства. Мартін Лютер дав однозначну відповідь — католицьке духовенство повинно платити податки нарівні з іншими жителями міста. Пауль фон Роде прибув у Щецин, де став активно проповідувати нову релігію на ринку та в порту. Дуже швидко міські багатії перейшли на сторону лютеранства і стали вимагати змін в Католицькій Церкві. Над введенням нової релігії здійснював контроль герцог Георг Померанський, який вже самостійно керував у своїх володіннях. У місто прибуло кілька проповідників, радикальних кліриков, які закликали населення на боротьбу проти існуючого порядку. Більшість городян разом з частиною дворянства перейшли на бік нової релігії. Загроза повстання і пов'язаний з ним страх паралізував пастирську роботу католицьких священнослужителів. У такій обстановці католицькі священики змушені були покинути Щецин (Штеттин). Пауль фон Роде отримав право на служіння Літургії та обрядів лютеранської церкви Святого Якова в Щецині.

## Захоплення католицького майна
У період реформації в герцогстві почалися спонтанні виступи лютеран. Вони організовували напади на Римо-Католицькі Церкви, грабували церковні цінності разом з іншим майном Католицької Церкви. За наказом герцога Георга Померанського його чиновники захопили все церковне майно, особливо в маленьких містах і селах, з усіма монастирськими та єпископськими володіннями. Було вилучено 45 церков й монастирів (1/3 земель герцогства).

## Останні роки життя
Приблизно в 1530 р. було врегульовано питання про посаг Маргарити Бранденбурзької, першої дружини Богуслава X (30 тисяч гульденів), було вирішено питання про одруження герцога Георга. Його дружиною стала Маргарита Бранденбурзька (1511—1577), дочка бранденбурзького курфюрста Йоахіма I Нестора і Єлизавети Данської. Проти укладення цього шлюбу був Барнім IX Благочестивий (молодший брат і співправитель Георга), який на знак протесту не взяв участь у весільних урочистостях.
9 травня 1531 р. під час полювання Георг I Померанський захворів на пневмонію. Після доставки його в Щецин він помер у ніч з 9 на 10 травня. Він був похований 13 травня поряд з могилою свого батька Богуслава X в палацовій церкві Святого Отто в Щецині. Після смерті Георга I герцогством стали управляти його молодший брат Барнім IX і син Філіп I.
Георг Померанський був чоловіком високого зросту і сильної статури. У нього було пошкоджене ліве око під час полювання. Дуже був схожий на свого батька.

## Родина
22 травня 1513 р. в Щецині Георг Померанський мав перший шлюб з Амалією Пфальцькою (1490—1524), дочкою курфюрста Філіпа Пфальцького (1448—1508) та Маргарити Баварської (1456—1501).
Діти:
- Богуслав XI (21 березня 1514—1514), помер у дитинстві;
- Філіп I[ru] (14/15 липня 1515 — 14 лютого 1560), герцог Померанії, Щецина і Вольгасту;
- Маргарита (25 травня 1518 — 24 липня 1569), дружина з 1547 року Ернста III[ru], герцога Брауншвейг-Грубенгагена.

23 січня 1530 р. у Берліні Георг вдруге одружився з Маргаритою Бранденбурзькою (1511—1577), дочкою бранденбурзького курфюрста Йоахіма I Нестора та Єлизавети Данської.
Діти:
- Георгія Померанська (28 листопада 1531—1573/1574), дружина старости іновроцлавського і члухувського Станіслава Латальського, графа у Лабішині.

Герцог Георг Померанський також вважається ймовірним батьком Георга Херца (пом. 1623), протестантського пастора і проповідника. Сучасна генеалогія піддає це батьківство сумніву.